# Плавнек, Леонард Янович
Леонард Янович (Леонид Яковлевич) Плавнек (латыш. Leonards Pļavnieks; 6 ноября 1893, Рига — 6 июля 1938, Москва) — председатель военного трибунала Московского военного округа, корвоенюрист.

## Биография
Родился в Риге 6 ноября 1893 года в семье латышей. Член РКП(б) с 1918 года. В 1919—1921 годах был председателем военного трибунала 6-й армии, 1-й Конной армии. В 1922—1935 годах был председателем военного трибунала Северо-кавказского военного округа. В 1935—1937 годах был председателем военного трибунала Московского военного округа.
Плавнек «входил» в т. н. «контрреволюционную латышскую националистическую организацию», возглавляемую бывшим членом ЦК Я. Э. Рудзутаком. В неё также якобы входил другой член ВКВС Я. Я. Рутман, также расстрелянный. Был арестован 10 ноября 1937 года.
В своём последнем слове Плавнек сказал: «…Я признаю себя виновным в совершении трёх преступлений: во-первых, что я всю сознательную жизнь верно служил интересам рабочего класса; во-вторых, что я всегда, работая в ЧК, был беспощаден к врагам Советской власти, и, в-третьих, что я — латыш…»
7 июня 1938 года был приговорён ВКВС СССР к высшей мере наказания, расстрелян в тот же день. Был реабилитирован 11 мая 1957 года.

## Награды
Решениями Реввоенсовета Республики и ЦИК СССР Плавнек Л. Я. награждён орденами Красного Знамени (1923) и Красной Звезды (1935), именным огнестрельным оружием (1930), дважды награждался именными золотыми часами (1921 и 1933).